# Hesperonemastoma modestum
Hesperonemastoma modestum is een hooiwagen uit de familie Ceratolasmatidae.